# فرودگاه محلی ساحل خلیج تگزاس
فرودگاه محلی ساحل خلیج تگزاس  (به انگلیسی: Texas Gulf Coast Regional Airport) یک فرودگاه همگانی بهره‌برداری هوایی با کد یاتا LJN است که یک باند فرود بتن دارد و طول باند آن ۲۱۳۴ متر است. این فرودگاه در شهر انگلتون، تگزاس کشور ایالات متحده آمریکا قرار دارد و در ارتفاع ۸ متری از سطح دریا واقع شده است.